# José-Apeles Santolaria de Puey y Cruells
José-Apeles (Alejandro Martín) Santolaria de Puey y Cruells, meglio noto con il nom de plume di Padre Apeles (Barcellona, 29 luglio 1966), è un presbitero, conduttore televisivo e giornalista spagnolo.

## Biografia e studi
Entra in seminario a Barcellona a 11 anni. Diplomato al Liceo Jaime Balmes, si avvia agli studi ecclesiastici nel seminario maggiore di Tortosa. A Roma consegue il baccalaureato in Teologia alla Pontificia Università San Tommaso d'Aquino (Angelicum) e il baccalaureato in Filosofia al Pontificio Ateneo Regina Apostolorum, la licenza in Diritto canonico alla Pontificia Università Gregoriana ed alla Pontificia Università di Comillas, dove segue anche i corsi di dottorato. È Avvocato del Sacro Tribunale della Rota della Nunziatura Apostolica e del tribunale dell'Arcidiocesi di Barcellona.
Il subdiaconato gli fu conferito a Firenze dal cardinale Alfons Maria Stickler, SDB, Prefetto emerito della Biblioteca Vaticana e l'Archivio segreto vaticano, ed il diaconato, sempre a Firenze, dal cardinale Silvio Oddi, nunzio papale in Belgio e Prefetto della Sacra Congregazione del Clero. Venne ordinato sacerdote il 15 luglio 1993 nella Chiesa di San Girolamo della Carità a Roma dal cardinale Pietro Palazzini, presidente del Tribunale Supremo del Vaticano. Celebra la messa in latino ed è membro di The latin mass society, Foederatio Internationalis Una Voce  e The John Fisher society.
Inoltre ottenne la laurea in Diritto, in Geografia e Storia, in Lettere, in Scienze politiche ed amministrative ed in Criminologia. È graduato in investigazione privata e Master in studi internazionali alla Scuola diplomatica spagnola. Ha anche il diploma in Genealogia, Araldica e Nobiliaria; Enologia; perizia calligrafica giudiziaria e gestione e diritto della sicurezza.
È iscritto all'Ordine degli Avvocati di Barcellona e a l'Ordine dei giornalisti della Catalogna. Possiede inoltre i titoli professionali di Detective privato, Istruttore di tiro, Commercialista, Agente di dogana, Agente immobiliare, Procuratore dei Tribunali del Regno, Agente assicurativo, guida turistica, Tecnico di prevenzione dei rischi sul lavoro e Insegnante abilitato. È traduttore ufficiale e interprete di francese, italiano, catalano. Parla varie lingue.
È capitano dell'esercito spagnolo.
Ha studiato solfeggio, piano e canto, cerimoniale e protocollo. Possiede i brevetti di pilota d'aereo, patente nautica a vela e motore ed il brevetto di capacitation marinera.
È membro della Federazione internazionale dei giornalisti, Associazione professionale Catalana dei periti calligrafici, Centro Spagnolo del diritto d'autore, Associazione dei corrispondenti della stampa iberoamericana e Presidente del Comitato internazionale per l'esaltazione di Benedetto XIII.

## Lavoro
Inizia la sua carriera televisiva in Spagna come polemista nel programma Moros y cristianos (Telecinco) dove si distingue per il suo stile provocatorio e ironico. La stessa Telecinco, con la Gestmusic-Endemol, lo ingaggia per un programma tutto suo, Appuntamento con Apeles. Il format era la trattazione spagnola dell'omologo olandese It's your turn. Partecipa a Crónicas marcianas (Telecinco) ed è stato l'anello di congiunzione con l'edizione italiana del programma Cronache marziane (Italia 1), presentato da Fabio Canino, con il quale ha collaborato negli studi di Cinecittà, dibattendo con personaggi così diversi come Brigitta Kocsis, Flavia Cercato, Alessandro Cecchi Paone, Candida Morvillo o Alessia Merz.
È stato corrispondente a Roma per la rivista religiosa Catalunya cristiana e per quella di società Point de vue et images du monde. È stato cantore del Venerabile Coro della Cappella Giulia in Vaticano e redattore e speaker nella sezione spagnola del programma Quattro voci di Radio Vaticana. È stato insegnante di protocollo nella scuola per indossatrici Maxim models di Barcellona e ha scritto per Il Secolo XIX di Genova.
È stato ospite di programmi in vari paesi del mondo (Cile, Buenos Aires, Miami...). In Italia ha partecipato a Tempi moderni su Italia1, con Daria Bignardi, e a Donne (Rai 2).
Ritirato dai mass media è tornato in Italia ed è stato successivamente Cancelliere ed Archivista dell'Arcidiocesi di Ferrara-Comacchio. Ammalato, si è ritirato a Roma dove si occupa di Storia della Chiesa.

## Opere
Esperto di cerimoniale e temi vaticani, ha scritto diversi libri:
- El Papa ha muerto ¡Viva el Papa!, Barcellona, Editorial Plaza & Janés, 1997, ISBN 978-84-01-55004-1, OCLC 43895802, ISBN 84-01-55004-1.[1]
- Historias de los Papas, Barcellona, Editorial Plaza & Janés, 1999, ISBN 978-84-01-54049-3, LCCN 99486436, OCLC 41496130, ISBN 84-01-54049-6.[2], con la presentazione di Carlos Fisas e presentato da Fernando Vizcaíno Casas
- Che cosa succede quando muore il Papa?, Casale Monferrato, Edizioni Piemme, 2001, ISBN 978-88-384-4860-7, OCLC 799372500, ISBN 88-384-4860-4.[3], con la prefazione del Cardinale Alfons Maria Stickler, S.D.B., Prefetto emerito della Biblioteca e l'Archivio apostolico vaticano.
- Papi in libertà: Manie, stranezze e curiosità, Casale Monferrato, Edizioni Piemme, 2004, ISBN 978-88-384-6496-6, OCLC 799601174, ISBN 88-384-6496-0.[4]
- "El Papa ha muerto, ¡Viva el Papa!. Cómo cambia el poder en el Vaticano", Barcellona, Ediciones Áltera, 2005, ISBN 978-84-89779-66-2, ISBN 84-89779-66-X.[5]
- "Relaciones jurídicas internacionales de la Soberana Orden de San Juan de Malta", Madrid, 1997.
- "Annuario Diocesano 2017. Arcidiocesi di Ferrara-Comacchio: Indicatore ecclesiastico per l'anno 2017. Stato del Clero e delle Parrocchie", Ferrara, 2017.

## Onorificenze
- Sovrano e Militare Ordine di San Giovanni de Malta (  9 maggio 1994)
- Ordine equestre del Santo Sepolcro di Gerusalemme (  21 Octubre 2017)
- Sacro e Militare Ordine Costantiniano di San Giorgio (9 maggio 1994)
- Ordine Teutonico (  20 Noviembre 2016)
- Ordine dell'Immacolata Concezione di Vila Viçosa (  25 Marzo 2007)
- Ordine dei Santi Maurizio e Lazzaro (  22 Marzo 2017)
- Ordine Reale di San Michele dell'Ala (  10 Diciembre 2005)
- Real Cofradía de Caballeros Cubicularios de Zamora (  9 Mayo 1996)
- Ordine dei Vitéz (  5 Novembre 2021)
- Istituto nazionale per la guardia d'onore alle reali tombe del Pantheon (  13 Abril 2011)